# 제36회 일본 중의원 의원 총선거
제36회 중의원 의원 총선거는 1980년 (쇼와 55년) 6월 22일에 치러진 일본 중의원 의원 총선거이다.

## 개요
제2차 오히라 내각은 자민당 내 후쿠다 다케오, 미키 다케오, 히데나오 나카가와 계파 등의 반란표로 인해 내각 불신임 결의가 가결되었고, 내각은 중의원 해산을 단행해 예정돼있던 제12회 참의원 의원 통상 선거와 동시에 중의원의원 선거를 치르기로 했다.
이 선거 기간 중의 6월 12일에 현직의 오히라 마사요시 수상이 급사한 사태가 일어났다. 일본국 헌법은 일반적으로 중의원의원 총선거를 하는 경우에 대해서는, 총선거에 의해서 새롭게 중의원이 구성되게 되는 것부터, 비록 동일한 사람이 내각총리대신으로 지명된다고 해도 내각은 새롭게 그 신임을 얻어야 하는 것이다라는 취지로부터, 중의원의원 총선거 후에 처음으로 국회의 소집이 있었을 때에 내각은 총사퇴하는 것이라고 정하고 있다(일본국 헌법 제 70조). 한편으로 일본국 헌법은 내각총리대신이 빠졌을 때에는 내각은 그 중핵적 존재가 부재하기 때문에 당연하게 총사퇴해야 한다고 하고 있는 (일본국 헌법 제 70조).거기서, 헌법 해석상, 중의원 해산으로부터 국회 소집시까지 「내각총리대신이 빠졌을 때」가 되었을 경우(총사퇴해야 할 사유가 겹치는 경우)에 대해서는, 이러한 경우에는 내각총리대신이 빠졌을 때이지만 국회 소집 시까지는 총사퇴 해서는 안된다는 학설과 즉시 총사퇴해야 할 국회 소집 시에 거듭 총사퇴할 필요는 없다는 학설이 대립하고 있다.이 6월 12일의 오히라 마사요시 수상의 급서에 대하고는 동일 중에 내각은 총사퇴해 국회 소집 시에는 총사퇴를 실시하지 않았던. 이것은 중의원 해산 후부터 총선거 후 첫 국회의 소집시까지 사망 등에 의해 내각총리대신이 빠지게 되었을 경우에는 즉시 총사퇴해야 하고, 내각은 내각총리대신이 빠진 시점에서 이미 총사퇴하였으므로 국회 소집 시에 거듭 총사퇴하는 것은 불가능이라는 해석을 취한 것이다. 또한 오히라의 선거 지반에서는, 오히라의 사위이자 제1 비서로 근무하고 있던 모리타 하지메가 보충 입후보해 당선되었다.

## 선거 데이터

### 내각
- 제2차 오히라 내각 (제69대)

### 해산일
- 1980년 (쇼와 55년) 5월 19일

#### 해산명
- 해프닝 해산

### 공시일
- 1980년 (쇼와 55년) 6월 2일

### 투표일
- 1980년 (쇼와 55년) 6월 22일

### 개선수
- 511석

### 선거 제도
- 중선거구제
  - 3인구：47
  - 4인구：41
  - 5인구：41
- 소선거구제
  - 1인구：01
- 비밀투표, 단기투표제

### 선거권
만 20세 이상의 일본 국민

### 피선거권
만 25세 이상의 일본 국민

### 그 외
- 유권자：8092만 5034명

## 선거 결과

### 투표율
- 74.57% (무효표를 제외한 투표율 72.94%)

|                   |                   |                   |            |       |       |      |      |       |  |  |
| 정당              | 정당              | 후보자            | 득표       | 득표  | 득표  | 의석 | 의석 | 의석  |  |  |
| 정당              | 정당              | 후보자            | 득표수     | %     | ±     | 의석 | ±    | %     |  |  |
|                   | 자유민주당        | 310               | 28,262,442 | 47.88 | +3.29 | 284  | +36  | 55.58 |  |  |
|                   | 일본사회당        | 149               | 11,400,748 | 19.31 | –0.40 | 107  | ±0   | 20.94 |  |  |
|                   | 일본공산당        | 129               | 5,803,613  | 9.83  | –0.59 | 29   | –10  | 5.68  |  |  |
|                   | 공명당            | 64                | 5,329,942  | 9.03  | –0.75 | 33   | –24  | 6.46  |  |  |
|                   | 민사당            | 50                | 3,896,728  | 6.60  | –0.18 | 32   | –3   | 6.26  |  |  |
|                   | 신자유클럽        | 25                | 1,766,396  | 2.99  | –0.03 | 12   | +8   | 2.35  |  |  |
|                   | 사회민주연합      | 5                 | 402,832    | 0.68  | ±0    | 3    | +1   | 0.59  |  |  |
|                   | 기타              | 42                | 109,168    | 0.18  | +0.05 | 0    | ±0   | 0.00  |  |  |
|                   | 무소속            | 61                | 2,056,967  | 3.48  | –1.41 | 11   | –8   | 2.15  |  |  |
| 유효              | 유효              | 유효              | 59,028,837 | 97.82 |       |      |      |       |  |  |
| 기권/무효         | 기권/무효         | 기권/무효         | 1,313,492  | 2.18  |       |      |      |       |  |  |
| 합계              | 합계              | 835               | 60,342,329 | 100   | 0     | 511  | 0    | 100   |  |  |
|                   |                   |                   |            |       |       |      |      |       |  |  |
| 등록유권자/투표율 | 등록유권자/투표율 | 등록유권자/투표율 | 80,925,034 | 74.57 |       |      |      |       |  |  |

## 당직무

### 자유민주당
- 당본부 총재：오히라 마사요시
- 당본부 부총재：니시무라 에이이치
- 집행부 간사장：사쿠라우치 요시오
- 총무회장：스즈키 젠코
- 정무 조사회장：아베 신타로우
- 국회 대책위원장：간마루 신
- 참의원의원 회장：토쿠나가 마사토시

파벌
- 굉지회(오히라 마사요시파)：54 의석
- 7일회(타나카 가쿠에이파)：53 의석
- 키요카즈회(후쿠다 다케오파)：45 의석
- 정책 과학 연구소(나카소네 야스히로파)：43 의석
- 정책 간담회(三木武夫파)：31 의석
- 자유 혁신 동우회(나카가와 이치로파)：13 의석
- 무소속벌：47 의석

### 일본 사회당
- 중앙 집행위원장：아스카타 이치오
- 중앙 집행 부위원장：아구근등, 키타야마애낭, 시모타이라 쇼이치
- 집행부 서기장：타가 타니 신임
- 정책심의회장：무토 산지
- 국회 대책 위원장：전변성
- 참의원의원 회장：아구근등

### 공명당
- 중앙 집행위원장：다케이리 요시카쓰
- 중앙 집행 부위원장：아사이 미유키, 타다 쇼고, 니노미야 분조
- 집행부 서기장：야노현야
- 정책심의회장：마사키 요시아키
- 국회 대책 위원장：오오쿠보곧 언
- 참의원의원 단장：스즈키 카즈히로

### 민사당
- 중앙 집행위원장：사사키 아키라작
- 중앙 집행 부위원장：코다이라 타다시, 나카무라 마사오, 무카이 오랜 세월
- 집행부 서기장：츠카모토 사부로
- 정책심의회장：오오우치계오
- 국회 대책 위원장：영말 에이이치
- 참의원의원 회장：무카이 오랜 세월
- 상임 고문：가스가 잇코, 니시오 스에히로

### 일본 공산당
- 중앙위원회 의장：노사카 산조
- 간부회 위원장：미야모토 겐지
- 간부회 부위원장：이치카와 쇼이치, 오카 마사요시, 세나가 가메지로, 니시자와 토미오
- 서기국장：후와 테츠조
- 정책위원회 책임자：우에다 코이치로
- 국회 대책 위원장：마츠모토 젠메이
- 참의원의원 단장：이와마 마사오

### 신자유클럽
- 상임 간사회 대표：코노 요헤이
- 상임 간사회 간사장：타가와 세이치
- 정책위원회 책임자：고바야시 마사미
- 국회 대책 위원장：야마구치 도시오

### 사회민주연합
- 상임 임원회 대표：덴 히데오
- 상임 임원회 부대표：에다 사츠키, 오시바자부
- 집행부 서기장：나라사키미지조
- 정책위원회 책임자：안도 니헤이
- 국회 대책 위원장：아베 쇼고

## 의원

### 이 선거로 당선
자민당   사회당   공명당   민사당   공산당   신자유클럽   사민련   무소속 
| 홋카이도   | 1구  | 지사키 우사부로     | 미노와 노보루         | 고바야시 쓰네토   | 요코미치 다카히로   | 사이토 미노루       | 2구    | 가와다 마사노리   | 이가라시 고조     | 우에쿠사 요시테루 | 야스이 요시노리   |                 |
| 홋카이도   | 3구  | 아베 후미오         | 쓰카다 쇼헤이         | 사토 고코         |                     |                     | 4구    | 이케하타 세이치   | 사에구사 사부로   | 다카하시 다쓰오   | 와타나베 쇼이치   | 오카다 하루오   |
| 홋카이도   | 5구  | 나카가와 이치로     | 야스다 기로쿠         | 오카다 도시하루   | 기타무라 요시카즈   | 시마다 다쿠로       |        |                   |                   |                   |                   |                 |
| 아오모리현 | 1구  | 다케나카 슈이치     | 다나부 마사미         | 세키 하레마사     | 쓰시마 유지         |                     | 2구    | 다케우치 레이이치 | 다자와 기치로     | 기무라 모리오     |                   |                 |
| 이와테현   | 1구  | 스즈키 젠코         | 다마자와 도쿠이치로우 | 오노 신이치       | 구도 이와오         |                     | 2구    | 오자와 이치로     | 시나 모토오       | 기타야마 아이로   | 시가 세쓰         |                 |
| 미야기현   | 1구  | 아이치 가즈오       | 도다 기쿠오           | 이토 소이치로     | 미쓰즈카 히로시     | 다케다 가즈오       | 2구    | 히노 이치로       | 하세가와 다카시   | 우쓰미 히데오     | 기쿠치 후쿠지로우 |                 |
| 아키타현   | 1구  | 사사키 요시타케     | 사토 게이지           | 이시다 히로히데   | 가와구치 다이스케   |                     | 2구    | 네모토 류타로     | 무라오카 가네조   | 사사야마 다쓰오   | 가와마타 겐지로   |                 |
| 야마가타현 | 1구  | 가노 미치히코       | 기무라 다케오         | 와타나베 사부로   | 곤도 데쓰오         |                     | 2구    | 가토 고이치       | 지카오카 리이치로 | 아베 쇼고         | 사토 요시미       |                 |
| 후쿠시마현 | 1구  | 가메오카 다카오     | 이시하라 겐타로       | 모미야마 아키라   | 아마노 고세이       |                     | 2구    | 이토 마사요시     | 와타나베 고조     | 핫타 사다요시     | 시부야 나오조     | 와타나베 유키오 |
| 후쿠시마현 | 3구  | 사이토 쿠니키치     | 고사카 노보루         | 스가나미 시게루   |                     |                     |        |                   |                   |                   |                   |                 |
| 이바라키현 | 1구  | 나카야마 도시오     | 하나시 노부유키       | 구보 사부로       | 가노 아키오         |                     | 2구    | 가지야마 세이로쿠 | 쓰카하라 슌페이   | 시로치 도요지     |                   |                 |
| 이바라키현 | 3구  | 나카무라 기시로     | 니와 유야             | 아카기 무네노리   | 도사카 주지로       | 다케우치 다케시     |        |                   |                   |                   |                   |                 |
| 도치기현   | 1구  | 와타나베 미치오     | 후나다 하지메         | 모리야마 긴지     | 히로세 히데요시     | 이나바 세이치       | 2구    | 이나무라 도시유키 | 무토 산지         | 후지오 마사유키   | 우에타케 시게오   | 간다 아쓰시     |
| 군마현     | 1구  | 구마가와 쓰기오     | 구보타 엔지           | 다나베 마코토     |                     |                     | 2구    | 하세가와 시로     | 나카지마 겐타로   | 오가와 쇼고       |                   |                 |
| 군마현     | 3구  | 후쿠다 다케오       | 나카소네 야스히로     | 야마구치 쓰루오   | 오부치 게이조       |                     |        |                   |                   |                   |                   |                 |
| 사이타마현 | 1구  | 마쓰나가 히카루     | 하마다 다쿠지로       | 와타나베 미쓰구   |                     |                     | 2구    | 야마구치 도시오   | 고미야마 주시로   | 마쓰모토 유키오   |                   |                 |
| 사이타마현 | 3구  | 아라후네 세이주로   | 가모다 도시타로       | 다카다 도미유키   |                     |                     | 4구    | 미쓰바야시 야타로 | 아오키 마사히사   | 노나카 에이지     |                   |                 |
| 사이타마현 | 5구  | 후쿠나가 겐지       | 와다 가즈히토         | 사와다 히로시     |                     |                     |        |                   |                   |                   |                   |                 |
| 지바현     | 1구  | 다이도 산파치       | 시세키 이헤이         | 우스이 히데오     | 도리이 가즈오       |                     | 2구    | 미즈노 기요시     | 야마무라 신지로   | 오가와 구니히코   | 하야시 다이칸     |                 |
| 지바현     | 3구  | 이시바시 가즈야     | 나카무라 쇼자부로     | 이케다 아쓰시     | 모리 요시히데       | 요시우라 주지       | 4구    | 도모노 다케토     | 소메야 마코토     | 신무라 카쓰오     |                   |                 |
| 가나가와현 | 1구  | 오코노기 히코자부로 | 미우라 타카시         | 이토 시게루       | 후시키 가즈오       |                     | 2구    | 다가와 세이이치   | 고이즈미 준이치로 | 이와타레 스키오   | 이치카와 유이치   | 나카지 마사히로 |
| 가나가와현 | 3구  | 도자와 마사카타     | 가토 만키치           | 아마리 다다시     |                     |                     | 4구    | 오이데 슌         | 사토 이치로       | 다카하시 다카모치 | 구사노 다케시     |                 |
| 가나가와현 | 5구  | 가메이 요시유키     | 고노 요헤이           | 히라바야시 다케시 |                     |                     |        |                   |                   |                   |                   |                 |
| 야마나시현 | 전현 | 가네마루 신         | 다나베 구니오         | 스즈키 쓰요시     | 호리우치 미쓰오     | 나카오 에이이치     |        |                   |                   |                   |                   |                 |
| 도쿄도     | 1구  | 요사노 가오루       | 오쓰카 유지           | 아스카타 이치오   |                     |                     | 2구    | 이시하라 신타로   | 우에다 데쓰       | 오우치 게이고     | 스즈키리 야스오   | 사카키 도시오   |
| 도쿄도     | 3구  | 고사카 도쿠사부로   | 오치 미치오           | 고스기 다카시     | 야마모토 마사히로   |                     | 4구    | 가스야 시게루     | 마쓰모토 젠메이   | 와다 고사쿠       | 가네코 미쓰       | 오쿠보 나미히코 |
| 도쿄도     | 5구  | 나카무라 야스시     | 오사다 다케시         | 다카자와 도라오   |                     |                     | 6구    | 아마노 기미요시   | 가키자와 고지     | 아리시마 시게타케 | 후와 데쓰조       |                 |
| 도쿄도     | 7구  | 간 나오토           | 오자와 기요시         | 오노 기요시       | 하세가와 쇼조       |                     | 8구    | 후카야 다카시     | 하토야마 구니오   | 가네코 미쓰히로   |                   |                 |
| 도쿄도     | 9구  | 하마노 다케시       | 나카지마 다케토시     | 요다 미노루       |                     |                     | 10구   | 시마무라 요시노부 | 다케이리 요시카쓰 | 구지라오카 효스케 | 고바야시 마사코   | 다지마 마모루   |
| 도쿄도     | 11구 | 이시카와 요조       | 이토 고스케           | 야마하나 사다오   | 이와사 에미         |                     |        |                   |                   |                   |                   |                 |
| 니가타현   | 1구  | 오자와 다쓰오       | 곤도 모토지           | 요네다 도고       |                     |                     | 2구    | 사토 다카시       | 마쓰자와 도시아키 | 와타나베 고조     | 아베 스케야       |                 |
| 니가타현   | 3구  | 다나카 가쿠에이     | 사쿠라이 신           | 와타나베 히데오   | 무라야마 다쓰오     | 고바야시 스스무     | 4구    | 시라카와 가쓰히코 | 다카토리 오사무   | 기지마 기베       |                   |                 |
| 도야마현   | 1구  | 스미 에이사쿠       | 다모 다카히사         | 노가미 도오루     |                     |                     | 2구    | 와타누키 다미스케 | 가타오카 세이이치 | 기마 아키라       |                   |                 |
| 이시카와현 | 1구  | 모리 요시로         | 오쿠다 게이와         | 시마자키 유즈루   |                     |                     | 2구    | 가와라 쓰토무     | 이나무라 사콘시로 | 사카모토 미소지   |                   |                 |
| 후쿠이현   | 전현 | 마키노 타카모리     | 히라이즈미 와타루     | 후쿠다 하지메     | 요코테 후미오       |                     |        |                   |                   |                   |                   |                 |
| 나가노현   | 1구  | 고사카 젠타로       | 시미즈 이사무         | 구라이시 다다오   |                     |                     | 2구    | 하타 쓰토무       | 나카무라 시게루   | 이데이치 다로     |                   |                 |
| 나가노현   | 3구  | 오가와 헤이지       | 구시하라 요시나오     | 미야시타 소헤이   | 하야시 햐쿠로       |                     | 4구    | 가라사와 슌지로   | 오자와 사다타카   | 시모다이라 쇼이치 |                   |                 |
| 기후현     | 1구  | 무토 가분           | 마쓰노 유키야스       | 오노 아키라       | 미노와 사치요       | 야마모토 고이치     | 2구    | 와타나베 에이이치 | 가네코 잇페이     | 후루야 도루       | 다테 가네지로     |                 |
| 시즈오카현 | 1구  | 오이시 센파치       | 하라다 쇼조           | 사노 가키치       | 야부나카 요시히코   | 구리타 미도리       | 2구    | 가쓰마타 세이이치 | 사이토 시게요시   | 구리하라 우코     | 기베 요시아키     | 와타나베 로     |
| 시즈오카현 | 3구  | 시오노야 가즈오     | 아다치 도쿠로         | 야나기사와 하쿠오 | 다케모토 마고이치   |                     |        |                   |                   |                   |                   |                 |
| 아이치현   | 1구  | 가스가 잇코         | 이마에다 노리오       | 요코야마 도시아키 | 시바타 히로시       |                     | 2구    | 니와 효스케       | 구노 주지         | 아오야마 다카시   | 구사카와 쇼조     |                 |
| 아이치현   | 3구  | 가이후 도시키       | 에자키 마스미         | 사토 칸주         |                     |                     | 4구    | 와타나베 다케조   | 우라노 야스오키   | 나카노 시로       | 이나가키 지쓰오   |                 |
| 아이치현   | 5구  | 무라타 게이지로     | 우에무라 센이치로     | 곤도 유타카       |                     |                     | 6구    | 쓰카모토 사부로   | 미즈히라 도요히코 | 이시다 고시로     | 안도 이와오       |                 |
| 미에현     | 1구  | 야마모토 사치오     | 기무라 도시오         | 가와사키 지로     | 다구치 가즈오       | 나카이 히로시       | 2구    | 다무라 하지메     | 후지나미 다카오   | 노로 교이치       | 가도야 겐지로     |                 |
| 시가현     | 전현 | 야마시타 간리       | 우노 소스케           | 노구치 코이치     | 니시다 하치로       | 세자키 히로요시     |        |                   |                   |                   |                   |                 |
| 교토부     | 1구  | 오쿠다 미키오       | 다나카 이사지         | 나가스에 에이이치 | 후지와라 히로코     | 다케우치 가쓰히코   | 2구    | 마에오 시게사부로 | 다니가키 센이치   | 다마키 가즈야     | 데라마에 이와오   | 니시나카 기요시 |
| 오사카부   | 1구  | 유카와 히로시       | 마사모리 세이지       | 오키모토 야스유키 |                     |                     | 2구    | 나카야마 마사아키 | 아사이 요시유키   | 히가시나카 미쓰오 | 이오카 다이지     | 나카무라 마사오 |
| 오사카부   | 3구  | 하라다 겐           | 이노우에 잇세이       | 나카노 간세이     | 무라카미 히로무     |                     | 4구    | 시오카와 마사주로 | 야노 준야         | 미타니 히데지     | 우에다 다쿠미     |                 |
| 오사카부   | 5구  | 기노 하루오         | 니시무라 쇼조         | 후지타 스미       | 마사키 요시아키     |                     | 6구    | 사토 메구무       | 주마 고키         | 기타가와 요시카즈 |                   |                 |
| 오사카부   | 7구  | 기타가와 이시마쓰   | 요쓰야 미쓰코         | 하루타 시게아키   |                     |                     |        |                   |                   |                   |                   |                 |
| 효고현     | 1구  | 스나다 시게타미     | 이시이 하지메         | 가와카미 다미오   | 와타나베 이치로     | 우라이 요           | 2구    | 나가타 료이치     | 하라 겐자부로     | 도이 다카코       | 오카모토 토미오   | 호리 마사오     |
| 효고현     | 3구  | 도카이 모토사부로   | 시오타 스스무         | 나가이 다카노부   |                     |                     | 4구    | 가와모토 도시오   | 도이다 사부로     | 마쓰모토 주로     | 고토 시게루       |                 |
| 효고현     | 5구  | 사사키 료사쿠       | 다니 요이치           | 이가 사다모리     |                     |                     |        |                   |                   |                   |                   |                 |
| 나라현     | 전현 | 오쿠노 세이스케     | 마에다 마사오         | 쓰지 다이이치     | 가와모토 도시미     | 요시다 유키히사     |        |                   |                   |                   |                   |                 |
| 와카야마현 | 1구  | 나카니시 케스케     | 노마 도모이치         | 사카이 히로이치   |                     |                     | 2구    | 쇼지 게이지로     | 하야카와 다카시   | 오시마 히로무     |                   |                 |
| 돗토리현   | 전현 | 아이자와 히데유키   | 노사카 고겐           | 다케베 분         | 후루이 요시미       |                     |        |                   |                   |                   |                   |                 |
| 시마네현   | 전현 | 다케시타 노보루     | 호소다 키치조         | 사쿠라우치 요시오 | 도가노 다이지       | 요시하라 요네지     |        |                   |                   |                   |                   |                 |
| 오카야마현 | 1구  | 히라누마 다케오     | 아이자와 히데오       | 야야마 유사쿠     | 오무라 조지         | 야마다 타로         | 2구    | 하시모토 류타로   | 후지이 가쓰시     | 미즈타 미노루     | 가토 무쓰키       | 하야시 야스오   |
| 히로시마현 | 1구  | 나다오 히로키치     | 기시다 후미타케       | 오하라 도루       |                     |                     | 2구    | 나카가와 히데나오 | 이케다 유키히코   | 다니카와 가즈오   | 모리이 주료       |                 |
| 히로시마현 | 3구  | 미야자와 기이치     | 가메이 시즈카         | 후쿠오카 요시토   | 사토 모리요시       | 오카다 마사카쓰     |        |                   |                   |                   |                   |                 |
| 야마구치현 | 1구  | 아베 신타로         | 하야시 요시로         | 다나카 다쓰오     | 에다무라 요사쿠     |                     | 2구    | 사토 신지         | 후키타 아키라     | 고무라 마사히코   | 야마다 하지메     | 헤야 다카유키   |
| 도쿠시마현 | 전현 | 미키 다케오         | 고토다 마사하루       | 아키타 다이스케   | 모리시타 모토하루   | 이노우에 히로노리   |        |                   |                   |                   |                   |                 |
| 가가와현   | 1구  | 후지모토 다카오     | 마에카와 단           | 기무라 다케치요   |                     |                     | 2구    | 모리타 하지메     | 구보 히토시       | 가토 쓰네타로     |                   |                 |
| 에히메현   | 1구  | 시오자키 준         | 유야마 이사무         | 세키야 카쓰쓰구   |                     |                     | 2구    | 후지타 다카토시   | 모리 기요시       | 오치 이헤이       |                   |                 |
| 에히메현   | 3구  | 다나카 쓰네토시     | 모리 마쓰헤이         | 이마이 이사무     |                     |                     |        |                   |                   |                   |                   |                 |
| 고치현     | 전현 | 오니시 마사오       | 다무라 료헤이         | 이노우에 이즈미   | 야마하라 겐지로     | 히라이시 마사타로   |        |                   |                   |                   |                   |                 |
| 후쿠오카현 | 1구  | 야마사키 다쿠       | 나라자키 야노스케     | 오타 세이이치     | 다나카 쇼우지       | 쓰지 히데오         | 2구    | 미하라 아사오     | 아소 다로         | 미야타 사나에     | 오하시 도시오     | 오자와 가즈아키 |
| 후쿠오카현 | 3구  | 고가 마코토         | 나라하시 스스무       | 호소야 하루요시   | 이나토미 다카토     | 야마자키 헤이하치로 | 4구    | 다나카 로쿠스케   | 나카니시 세키스케 | 가지 기요시       | 미우라 히사시     |                 |
| 사가현     | 전현 | 호리 고스케         | 미이케 마코토         | 야기 노보루       | 아이노 고이치로     | 야마시타 도쿠오     |        |                   |                   |                   |                   |                 |
| 나가사키현 | 1구  | 구라나리 다다시     | 나카무라 주코         | 니시오카 다케오   | 고부치 마사요시     | 규마 후미오         | 2구    | 이시바시 마사시   | 나카무라 고카이   | 시라하마 니키치   | 가네코 이와조     |                 |
| 구마모토현 | 1구  | 노다 타케시         | 모리나카 모리요시     | 후지타 요시미쓰   | 기타구치 히로시     | 마쓰노 라이조       | 2구    | 소노다 스나오     | 사카타 미치타     | 후쿠시마 조지     | 바바 노보루       | 도야 요시유키   |
| 오이타현   | 1구  | 무라카미 이사무     | 하타노 주분           | 하타 에이지로     | 기노시타 게이노스케 |                     | 2구    | 사토 분세이       | 아베 미키오       | 다와라 다카시     |                   |                 |
| 미야자키현 | 1구  | 오하라 이치조       | 요네자와 다카시       | 에토 다카미       |                     |                     | 2구    | 호리노우치 히사오 | 고야마 오사노리   | 세토야마 미쓰오   |                   |                 |
| 가고시마현 | 1구  | 나가노 스케나리     | 야마사키 다케사부로   | 미야자키 모이치   | 신모리 다쓰오       |                     | 2구    | 오자토 사다토시   | 아리마 모토하루   | 무라야마 기이치   |                   |                 |
| 가고시마현 | 3구  | 니카이도 스스무     | 야마나카 사다노리     | 하시구치 다카시   |                     |                     | 아마미 | 야스오카 오키하루 |                   |                   |                   |                 |
| 오키나와현 | 전현 | 우에하라 고스케     | 다마키 에이이치       | 오도 사부로       | 고쿠바 고쇼         | 세나가 가메지로     |        |                   |                   |                   |                   |                 |

### 이 선거로 첫당선
※첫당선자 가운데, 참의원의원 경험자에게는 「※」의 표시가 있습니다.
자유민주당
- 이마에다 타카시 수컷
- 우에타케 시게오
- 우스이 히데오
- 오타 세이이치
- 오쿠다간생

- 오도 사부로
- 카와사키 지로
- 키타무라 요시카즈
- 큐마 후미오
- 타카무라 마사히코

- 코가 마코토
- 사사야마 노보루생
- 치카오카 리이치로
- 나가노 유야
- 노가미 토오루

- 하마다 타쿠지로
- 히라누마 타케오
- 모리타 하지메

일본 사회당
- 이가라시광3
- 쿠시하라도리 곧
- 고바야시항인
- 시로치 유타카사
- 토다국웅※

- 나가이 타카시신
- 마츠모토 유키오

일본 공산당
- 오자와 카즈아키
- 미노와 사치요

신자유클럽
- 이시하라 켄타로
- 카기자와 코우지※
- 키무라 모리오
- 코스기 타카시

사회민주연합
- 칸 나오토

무소속
- 사쿠라이 아라타
- 태도38
- 야나기사와 하쿠오

### 이 선거로 복귀
자유민주당
- 아오키 마사히사
- 오오하라 이치조
- 카와다 마사노리
- 키베 요시아키
- 키무라 타케오

- 시마무라의신
- 스나다 시게타미
- 세토야마 미츠오
- 토이 덴 사부로
- 도사카 시게츠구 츠카사

- 우납무인
- 나가타 료우이치
- 나카니시 케스케
- 나카야마 토시오
- 하토야마 쿠니오

- 하야시대간
- 하라다헌
- 히라이즈미섭
- 후지모토 타카오
- 마에오 시게사부로

- 마에다 마사오
- 미이케 마코토
- 모리키요
- 요사노 가오루

일본 사회당
- 아베미희남
- 이케하타 세이치
- 오오시마 히로시
- 카와모토 토시미
- 사토 케이지

- 스즈키 츠요시
- 타나카 츠네토시
- 모야태2
- 히라바야시 츠요시
- 후쿠오카의등

- 마츠자와 토시아키
- 미즈타 미노루
- 야야마유작

공명당
- 요시우라 타카하루

신자유클럽
- 아마리정
- 이토 코스케
- 츄우마 코우키
- 요다 미노루

무소속
- 나카가와 히데나오
- 마쓰노 라이조

### 이 선거로 은퇴
자유민주당
- 우노형
- 핫토리 야스시
- 방히데오
- 마츠자와 유우 창고

일본 사회당
- 하가 미츠구

### 이 선거로 낙선
자유민주당
- 아나바 오사무
- 이하라안고
- 오오시로 신 순서
- 오츠보 켄이치로우
- 나카지마 마모루

- 니시무라 에이이치
- 니시다 마모루
- 후케 슌이치
- 마스오카 히로유키
- 무라카미 시게토시

- 야마구치 시즈에
- 와타나베 타다시낭

일본 사회당
- 이시노 히사오
- 카와사키 간지
- 칸자와 죠
- 키하라 미노루
- 코노 타다시

- 코다마말남
- 사이토 마사오
- 시바타 켄지
- 시부사와리구
- 신촌원웅

- 타가 타니 신임
- 타바타 마사이치로우
- 호소야 아키오
- 혼고공권세
- 마츠우라리상

- 미야케 쇼이치
- 무라야마 도미이치
- 야스다 슈죠
- 야마다 요시오사무

공명당
- 아라이 아키라지
- 이이다 타다오
- 이케다 카츠야
- 오오미 미기부
- 오가와 신이치로우

- 코하마 신지
- 패소지로
- 키우치 요시아키
- 곤도오 츠네오
- 사카구치 치카라

- 세노 에지낭
- 타카하시 시게루
- 타니구치시거
- 나카가와 카미
- 하세오 유키히사

- 하야시 타카시구
- 후시야 슈우지
- 후타미 노부아키
- 후루카와 마사시
- 마츠모토 타다시조

- 미야지 타다시개
- 모리타경일
- 야마다 에이스케
- 요시이 히카루조
- 와다 이치로

일본 공산당
- 이노우에 아츠시
- 우메다 마사루
- 칸자키 토시오
- 키노시타 겐2
- 쿠도 아키라

- 시바타 무츠미남편
- 쇼우지 코스케
- 타다 미츠오
- 츠가와 타케시1
- 나카가와 토시조낭

- 나카바야시 요시코
- 노리타케 신이치

민사당
- 카와무라 마사루
- 코다이라 타다시
- 나가에 카즈히토

무소속
- 타나카 미치코
- 하시모토 도미사부로
- 야스다 쥰치

## 같이 보기
- 해프닝 해산
- 제12회 일본 참의원 의원 통상선거